# 韓信
韓 信（かん しん）は、中国秦末から前漢初期にかけての武将。劉邦の元で数々の戦いに勝利し、劉邦の覇権を決定付けた。張良・蕭何と共に漢の三傑の一人。
なお、同時代に戦国時代の韓の王族出身の、同じく韓信という名の人物がおり、劉邦によって韓王に封じられているが、こちらは韓王信と呼んで区別される。

## 生涯

### 生い立ち
淮陰（現在の江蘇省淮安市淮陰区）の人。貧乏で品行も悪かったために職に就けず、他人の家に上がり込んでは居候するという遊侠無頼の生活に終始していた。こんな有様であったため、淮陰の者はみな韓信を見下していた。とある亭長の家に居候していたが、嫌気がした亭長とその妻は韓信に食事を出さなくなった。いよいよ当てのなくなった韓信は、数日間何も食べないで放浪し、見かねた老女に数十日間食事を恵まれる有様であった。韓信はその老女に「いつか必ず厚く御礼をする」と言ったが、老女は「あんたが可哀想だからしてあげただけさね。お礼なんて望んじゃいないよ」と語ったという。
ある日のこと、韓信は町の若者に「てめえは背が高く、いつも剣を帯びているが、実際には臆病者に違いない。その剣で俺を刺してみろ。できないならば俺の股をくぐれ」と挑発された。韓信は黙って若者の股をくぐり、周囲の者は韓信を大いに笑ったという。その韓信は、「恥は一時、志は一生。ここでこいつを切り殺しても何の得もなく、それどころか仇持ちになってしまうだけだ」と冷静に判断していたのである。この出来事は「韓信の股くぐり」として知られることになる。
秦の始皇帝の没後、陳勝・呉広の乱を機に大規模な動乱が始まると、紀元前209年に韓信は項梁、次いでその甥の項羽に仕えて郎中（華北では中郎〈中佐〉）となったが、たびたび行った進言が項羽に用いられることはなかった。

### 劉邦配下として
紀元前206年、秦の滅亡後、韓信は項羽の下から離れ、漢中に左遷された漢王劉邦の元へと移る。しかし、ここでも連敖（接待係）というつまらぬ役しかもらえなかった。
ある時、韓信は罪を犯し、同僚13名と共に斬刑に処されそうになった。たまたま刑場に劉邦の重臣の夏侯嬰がいたので、「漢王は天下に大業を成すことを望まれないのか。どうして壮士を殺すような真似をするのだ」と訴え、韓信を面白く思った夏侯嬰は、韓信を助命し劉邦に推薦した。
劉邦は韓信を治粟都尉としたが、韓信に対してさほど興味は示さなかった。漢の内政を統べる蕭何は、韓信と語り合い、奇才と認めた。蕭何は何度も韓信を推薦したが、劉邦はやはり受け付けなかった。
この頃の漢軍では、辺境の漢中にいることを嫌って将軍や兵士の逃亡が相次いでいた。そんな中、韓信も逃亡を図り、それを知った蕭何は劉邦に何の報告もせずにこれを慌てて追い、追いつくと「今度推挙して駄目だったら、私も漢を捨てる」とまで言って説得した。ちょうど、辺境へ押し込まれたことと故郷恋しさで脱走者が相次いでいた中であったため、劉邦は蕭何まで逃亡したかと誤解し、蕭何が韓信を連れ帰ってくると強く詰問した。蕭何は「逃げたのではなく、韓信を連れ戻しに行っていただけです」と説明したが、劉邦は「他の将軍が逃げたときは追わなかったではないか。なぜ韓信だけを引き留めるのだ」と問い詰めた。これに対して、蕭何は「韓信は国士無双（他に比類ない人物）であり、他の雑多な将軍とは違います。（劉邦が）この漢中にずっと留まるつもりならば韓信は必要ないが、漢中を出て天下を争おうと考えるのなら韓信は不可欠です」と劉邦に返した。これを聞いた劉邦は、韓信の才を信じて全軍を指揮する上将軍に任命して、軍権を委ねることにした。高祖元年（紀元前206年）4月のことである。
韓信はこの厚遇に応え、劉邦に漢中の北の関中を手に入れる策を述べた。即ち、
- 項羽は強いが、その強さは弱めやすいものである（婦人の仁、匹夫の勇：実態の伴わない女のやさしさ、取るに足らない男の勇気）。劉邦は項羽の逆を行えば天下を手に入れられる。
- 特に処遇についてかなり不公平であり、不満が溜まっている。進出する機会は必ず訪れる。
- 兵士たちは故郷に帰りたがっており、この気持ちは大きな力になる。
- 関中の三秦の王は20万の兵を見殺しにした元将軍たちであり、人心は離れている。その逆に劉邦は、以前咸陽で略奪を行わなかったなどの理由で人気があるため、関中はたやすく落ちる。

と説いた。劉邦はこれを聞き大いに喜び、諸将もこの大抜擢に納得した。
劉邦はこの年の8月に関中攻略に出兵、油断していた章邯を水攻めで撃破して、桃林で自害に追い詰め、さらに司馬欣・董翳も撃破した。そして関中を本拠地として、韓王の鄭昌を降して項羽との対決に臨んだ。
その頃、各地で項羽の政策に反発する諸侯による反乱が相次ぎ、項羽はその対応（特に斉）に手を焼いていた。紀元前205年、その隙を突いて、劉邦は総数56万と号する諸侯との連合軍を率いて親征し、項羽の本拠地・彭城を陥落させた。しかし連合故に統率が甘く更に油断しきっていたため、斉から引き返して来た項羽軍の3万に奇襲され大敗。劉邦は命からがら滎陽に逃走した（彭城の戦い）。韓信も敗戦した漢の兵をまとめて滎陽で劉邦と合流し、追撃してきた楚軍を京・索の中間周辺で迎撃。楚軍をこれ以上西進させなかった。

### 躍進
体勢を立て直した劉邦は、自らが項羽と対峙している間に韓信の別働軍が諸国を平定するという作戦を採用した。まずは、漢側に就いていたが裏切って楚へ下った西魏王の魏豹を討つことにし、劉邦は韓信に左丞相の位を授けて、副将の常山王張耳と将軍の曹参とともに討伐に送り出した。
魏軍は渡河地点を重点的に防御していた。韓信はその対岸に囮（おとり）の船を並べてそちらに敵を引き付け、その間に上流に回り込んで木の桶で作った筏（いかだ）で兵を渡らせて魏の首都・安邑（現在の山西省運城市夏県の近郊）を攻撃し、魏軍が慌てて引き返したところを討って魏豹を虜にし、魏を滅ぼした。魏豹は命は助けられたが、庶民に落とされた。
その後、北に進んで代（山西省北部）を占領し、さらに趙（河北省南部）へと進軍した。この時、韓信は河を背にした布陣を行う（背水の陣：兵法では自軍に不利とされ、自ら進んで行うものではなかった）。20万と号した趙軍を、狭隘な地形と兵たちの死力を利用して防衛し、その隙に別働隊で城砦を占拠、更に落城による動揺の隙を突いた、別働隊と本隊による挟撃で打ち破り、陳余を泜水で、趙王歇を襄国で斬った（井陘の戦い）。続いて、趙の将軍であった李左車を探し出して捕らえ、上座を用意して李左車を先生と賞し、これからのことを相談した。李左車は「『敗軍の将は兵を語ってはならず、亡国の臣は国家の存続を計ってはならない』と聞きます。私は敗軍の将、亡国の臣です」と初め自分の考えを述べることに躊躇したが、韓信は「趙が敗れたのは、先生の策を入れなかった趙王と陳余にあり、先生にあるのではありません。もし先生の策が用いられていれば、私はここに居ないでしょう」と更に賞した。これに李左車は「『智者も千慮に一失有り。愚者も千慮に一得有り』とあります」と愚者の策であると前置きした上で、「次に進むとすれば燕ですが、このままでは敗れます。兵が疲労しきっているからです。まずは趙兵の遺族を慰撫し、その返礼と十分な休息を兵に与えます。燕は趙軍を少数の兵で下した漢軍を非常に恐れており、趙兵の遺族を使者として送り、利を説けば降るでしょう。降らなければ、休息十分な兵を向ければよいのです」と燕を下す策を与えた。そしてその策に従い、労せずして燕（河北省北部）の臧荼を降伏させた。紀元前204年、鎮撫のために張耳を趙王として建てるように劉邦に申し出て、これを認められた。
この間、劉邦は項羽に対して不利な戦いを強いられ、韓信は兵力不足の劉邦に対して幾度も兵を送っていた。しかし、それでも苦境にあった劉邦は、楚に包囲された成皋から脱出し黄河を渡ると、夏侯嬰らとともに韓信たちがいた修武（現在の河南省焦作市修武県の西北）へ赴いた。その際、幕舎で寝ている韓信の所に忍び込んで、その指揮権を奪った。韓信は、起き出して仰天した。劉邦は張耳ら諸将を集めて、韓信を趙の相国に任じて曹参とともに斉を平定するように命じた。
ところが劉邦は、韓信を派遣した後で気が変わり、儒者の酈食其を派遣して斉と和議を結んだ。紀元前203年、韓信は斉に攻め込む直前であったが、既に斉が降ったと聞いて軍を止めようとした。この時、韓信の軍中にいた弁士蒯通は「（劉邦から）進軍停止命令は未だ出ておらず、このまま斉に攻め込むべきです。酈食其は舌だけで斉を降しており、このままでは貴方の功績は一介の儒者に過ぎない酈食其より劣る（斉は70余城を有し、韓信の落とした50余城より多い）と見られることでしょう」と進言し、韓信はこの進言に従って斉に侵攻した。備えのなかった斉の城は次々と破られ、怒った斉王の田広は酈食其を釜茹でに処して高密に逃亡した。
斉は楚に救援を求め、項羽は将軍龍且と副将周蘭に命じて20万の軍勢を派遣させた。龍且は幕僚から持久戦を進言されたが、以前の「股夫」の印象に影響され、韓信を侮って決戦を挑んだ。韓信も龍且は勇猛であるから決戦を選ぶだろうと読み、広いが浅い濰水という河が流れる場所を戦場に選んで迎え撃った。この時、韓信は決戦の前夜に濰水の上流に土嚢を落とし込んで臨時の堰を作らせ、流れを塞き止めさせていた。韓信は敗走を装って龍且軍をおびき出し、楚軍が半ば渡河した所で堰を切らせた。怒涛の如く押し寄せた奔流に龍且の20万の軍勢は押し流され、龍且は韓信の軍勢に討ち取られ、周蘭も灌嬰の捕虜となった（濰水の戦い）。
斉を平定した韓信は、劉邦に対して斉の鎮撫のため斉の仮の王となりたいと申し出た。劉邦は、自分が苦しい状況にあるのに王になりたいと言ってきた韓信に身勝手であると激しく反発したが、張良と陳平に認めなければ韓信は離反し斉王を自ら名乗って独立勢力となると指摘され、一転、懐柔のために「仮の王などとは言わずに、真の王となれ」と韓信に伝え、斉王韓信を認めた。韓信は旧戦国の七雄のうち大国の斉を領有し、河北の趙、燕を支配する大王となり西楚、漢、斉の三国が鼎立する局面となった。王となった韓信に項羽も恐れを感じ始め、武渉という者を派遣した。武渉は韓信に「劉邦は見逃してやっても（鴻門の会のこと）攻めてくるような義理のない信頼できない人物でありますから、貴方にとって従わない方が良い主君です。漢と別れ、楚と共に漢に対するべきです」と説いた。韓信は項羽に冷遇されていたことを恨んでおり、一方で劉邦には大抜擢され斉王に封じられたことを恩義に思っていたため、これを即座に断った。その後、蒯通から「天下の要衝である斉の王となった今、漢、楚と天下を三分し、両者が争いに疲れた頃に貴方が出てこれをまとめれば、天下はついてきます」と天下三分の計を献策された。韓信は大いに悩んだが、謀反とは異なる「一勢力としての独立」という発想に得心が行かず、「漢王様は自らの衣を私に与え、車に同乗させてくれ、更には上将軍に任じてくれた。裏切ることができようか」と結局は劉邦への恩義を選び、これを退けた。絶望した蒯通は後難を恐れ、狂人の振りをして出奔した。

### 絶頂期

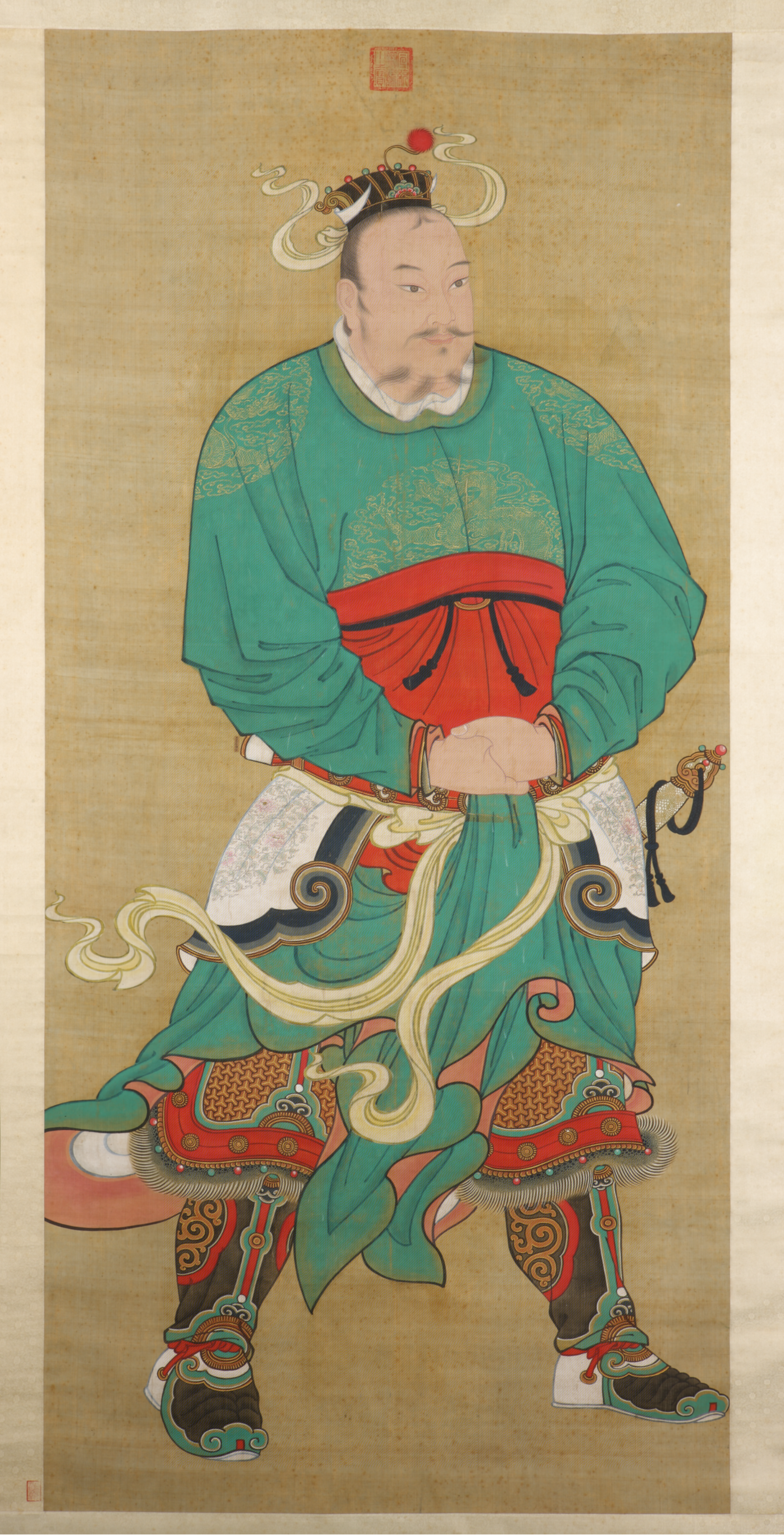
韓信

その頃、楚漢の戦いは広武山での長い持久戦になっており、疲れ果てた両軍は一旦和睦してそれぞれの故郷に帰ることにした。しかし劉邦はこの講和を破棄し、撤退中の楚軍に襲いかかった。韓信も加勢の要請を受けるが、これを黙殺したために劉邦は敗れる。焦った劉邦は張良の進言により、韓信に対して三斉（斉、済北、膠東）王として改めて戦後の斉王の位を約束し、再び援軍を要請した。ここに及んで韓信は30万の軍勢を率いて参戦した。これを見て諸侯も続々と漢軍に参戦する。漢軍は垓下に楚軍を追い詰め、垓下を脱出した項羽は冬12月に烏江（現在の安徽省馬鞍山市和県烏江鎮）で自決し、5年に及んだ楚漢戦争はようやく終結した（垓下の戦い）。
紀元前202年、項羽の死が確認されると、劉邦は「本来楚王となるべき義帝には嗣子が居ない。韓信は楚出身であり、楚の風土・風習にも馴染んでいる」 として韓信を斉王から楚王へと移した。これは項羽亡き後の楚王であり、また楚には韓信の故郷があるため、名誉であり栄転であった。しかし一方で、城の数では七十余城から五十余城に減った。
故郷の淮陰に凱旋した韓信は、飯を恵んでくれた老女、自分を侮辱した若者、居候させていた亭長を探して呼び出した。まず、老女には使い切れないほどの大金を与えた。次いで、かつての若者には「あの時、お前を殺すのは容易かったが、それで名が挙がるわけでもない。我慢して股くぐりをしたから今の地位にまで登る事ができたのだ」と言い、中尉（治安維持の役）の位につけた。亭長には「世話をするなら、最後までちゃんと面倒を見ぬか」と戒め、わずか百銭を与えた。

### 転落
劉邦はよく韓信と諸将の品定めをしていた。後述のように韓信は劉邦によって捕縛されることになるのだが、その後、劉邦が韓信に「俺はどれくらいの将であろうか」と聞くと、韓信は「陛下はせいぜい十万の兵の将です」と答えた。劉邦が「ではお前はどうなのだ」と聞き返したところ、「私は多ければ多いほど良い（多々益々弁ず。原文は「多多益善」）でしょう」と答えた。劉邦は笑って「ではどうしてお前が俺の虜になったのだ」と言ったが、韓信は「陛下は兵を率いることができなくても、将に対して将であることができます（将に将たり）。これは天授のものであって、人力のものではありません」と答えた。
紀元前201年、同郷で旧友であった楚の将軍・鍾離眜を匿ったことで韓信は劉邦の不興を買い、また異例の大出世に嫉妬した者が「韓信に謀反の疑いあり」と讒言したため、これに弁明するため鍾離眜に自害を促した。鍾離眜は「漢王が私を血眼に探すのは私が恐ろしいからです。次は貴公の番ですぞ」と言い残し、自ら首を撥ねた。そしてその首を持参して謁見したが、謀反の疑いありと捕縛された。韓信は「狡兎死して良狗烹られ、高鳥尽きて良弓蔵され、敵国敗れて謀臣亡ぶ。天下が定まったので、私もまた煮られるのか？」と范蠡の言葉を引いた。劉邦は謀反の疑いについては保留して、韓信を兵権を持たない淮陰侯へと降格させた。
韓信はそれ以降、病と称して長安の屋敷でうつうつと過ごした。ある時、舞陽侯の樊噲の所に立ち寄ると、韓信を尊敬する樊噲は礼儀正しく韓信を“大王”、自らを“臣”と呼んで最大限の敬いを見せたが、韓信は「生き長らえて樊噲などと同格になっている」と自嘲した。

### 最期
歳月は流れ、陳豨が鉅鹿郡守に任命された。韓信を尊敬していた陳豨は、出立にあたり長安の韓信の屋敷に挨拶にやってきた。韓信は陳豨に、あまりの冷遇にもはや劉邦への忠誠はなく、私が天下を取るまでだと言い放ち、一計を授けた。劉邦の信頼が篤い陳豨が謀叛すれば、劉邦は必ず激怒して自ら討伐に赴き、長安は空になる。しかし鉅鹿は精兵のいる要衝であるから、容易には落ちないだろう。そしてその隙に自分が長安を掌握する。反乱の頻発に現れているように天下には不満が渦巻いているので、諸国も味方に就くだろう、というのである。
紀元前196年の春、果たして陳豨は鉅鹿で反乱を起こした。信頼する陳豨の造反に激怒した劉邦は、韓信の目論見通りに鎮圧のために親征し、都を留守にした。韓信は、この機会に長安で反乱を起こし、囚人を解放してこれを配下とし、呂后と皇太子の劉盈（のちの恵帝）を監禁して政権を奪おうと謀った。ところが、韓信に恨みを持つ下僕樂說がこれを呂后に密告したため、計画は事前に発覚した。呂后に相談された相国の蕭何は、韓信を普通に呼び出したのでは警戒されると考え、一計を講じる。適当な者を劉邦からの使者に仕立て「陳豨が討伐された」と報告をさせ、長安中に布告を出した。たちまち噂は広まり、長安在住の諸侯は祝辞を述べるために次々と参内した。韓信は計画が頓挫したと合点し、病気と称して自邸に引篭もっていたが、蕭何は「病身であることは知っているが、自身にかけられた疑いを晴らすためにも、親征成功の祝辞を述べに参内した方が良い」と招いた。そして韓信は何の疑いもなくおびき出され、捕らえられてしまう。事にあたっては用意周到に計画し、慎重さにも抜かりのなかった韓信だったが、自分を大いに買って引きとめ、上将軍に推挙してくれた蕭何だけは信用していたため、誘いに乗ってしまったのである。そして韓信は劉邦の帰還を待たずに長安城中の未央宮内で斬られ、死ぬ間際に「蒯通の勧めに従わなかったことが心残りだ」と言い残した。韓信の三族も処刑された。

## 死後
韓信の死後、陳豨の討伐を終えて帰ってきた劉邦は、最初は韓信が死んだことに悲しんだものの、韓信の最期の言葉を聞いて激怒し、蒯通を捕らえてこれを誅殺しようとした。しかし蒯通が（当時は劉邦の部下ではなく、韓信の部下だから、韓信の為を思って献策したと）堂々と抗弁したため、助命してこれを解放した。

## 評価
司馬遷は「韓信は貧しくて母親の葬儀をできなかったが、その墓に広潤な土地を選んで将来（そこに人が集い、街となり）墓守を置けるようにした。韓信は無位無官の民であった頃から一般人と志が異なっていた。実際に韓信の母の墓を訪ねると、本当にその通りであった。もし韓信が道を学んで謙譲であり、自分の功績を誇らず、能力をほこらなかったならば、漢の王室に対する韓信の勲功は、周公・召公・太公望が周王朝に対して成し遂げた勲功と比較されるほどのもので、子々孫々にわたって讃えられたのは間違いない。韓信は無難な道に務めずに、天下が既に定まってから反逆を企んでしまったのだから、一族が絶滅させられてしまったのも仕方ないことであろう」と評している。

## 韓信を題材とした作品
韓信の生涯を扱ったものとして、中国のテレビドラマ『項羽と劉邦・背水の陣』（原題：淮陰侯韓信、1991年、演：チャン・フォンイー）がある。また、中国映画『項羽と劉邦 鴻門の会』（原題：王的盛宴、2012年、演：チャン・チェン）でもメインキャラクターの1人として登場する。

## その他
- 台湾では韓信が麻雀とサイコロの発明者であるという説があるため、韓信を「賭博の神」・「財神」として崇めることもある[6][7]。
- 前述の通り、韓信の三族は処刑されているが、明代の来元成が記した「樵書」によると、韓信の3歳の息子が蕭何に匿われて、韋と姓を改め、南越の趙佗のもとに逃亡したとの話がある。広西韋氏は、韓信の子孫を自称している。
- 桃屋の搾菜のCMで「韓信の股くぐり」がネタにされている[8]。